# Зелінський Сергій Іванович
Сергі́й Іва́нович Зелі́нський — старший сержант Збройних сил України, учасник російсько-української війни.

## З життєпису
До війни працював охоронцем на невеликому приватному заводі в Запоріжжі з виробництва трансформаторів.
Від серпня 2014 року служив у 55-й окремій артилерійській бригаді. Почав службу в ремонтному підрозділі; керував майстернею. Після Іловайська написав рапорт з проханням перевести на службу в зону АТО. Учасник боїв за Донецький аеропорт.
Мав звільнитися 4 вересня 2015 року, однак уклав контракт до кінця особливого періоду. Проте в 2017 році давні травми та хвороби далися взнаки. Демобілізувався.

## Нагороди та вшанування
- Указом Президента України № 742/2019 від 10 жовтня 2019 року за «особисту мужність і самовіддані дії, виявлені у захисті державного суверенітету та територіальної цілісності України» нагороджений орденом «За мужність» III ступеня[1].
- медаль «Учасник АТО»
- медаль «Захисник Вітчизни»
- відзнака Президента «За участь в АТО»